# 住友林業建築技術専門校
入学の仕方

住友入社
住友林業建築技術専門校（すみともりんぎょうけんちくぎじゅつせんもんこう、英称：Sumitomo Forestry School of Professional Building Techniques）は、千葉県四街道市に本部を置く職業能力開発促進法に基づいた認定職業訓練による職業能力開発校（企業内訓練校）である。職業能力開発促進法により設置されているため学校教育法の適用は受けない。
運営は、住友林業株式会社とその生産部門である住友林業ホームテックから構成される住友林業建築技術専門校共同運営組合が主体となって木造の家づくり専門技能者や技術者の育成を目的としている。

## 沿革
- 1988年(昭和63年)4月 開校。

## 設置課程
- 普通課程 木造建築科（1年制）